# Tüschenbroich (Grevenbroich)
Tüschenbroich ist ein Stadtteil von Grevenbroich im Rhein-Kreis Neuss, Nordrhein-Westfalen. Er hat 390 Einwohner (Stand: 31. Dezember 2022).

## Lage
Die Ortschaft grenzt im Norden an Kapellen und im Süden an Wevelinghoven.

## Geschichte
Im Jahre 1794 besetzten französische Truppen Tüschenbroich. 1815 kam Tüschenbroich an das Königreich Preußen und wurde 1816 der Gemeinde Wevelinghoven im Kreis Grevenbroich im Regierungsbezirk Düsseldorf zugeteilt. Seit dem 1. Januar 1975 ist Tüschenbroich ein Stadtteil von Grevenbroich.

## Einwohnerentwicklung

### Bevölkerungsentwicklung
| Jahr        | 2010 | 2013 | 2014 | 2015 | 2016 | 2017 | 2018 | 2021 | 2022 |
| ----------- | ---- | ---- | ---- | ---- | ---- | ---- | ---- | ---- | ---- |
| Bevölkerung | 397  | 404  | 384  | 382  | 388  | 409  | 399  | 378  | 390  |

## Verkehr
Nicht weit von Tüschenbroich entfernt ist der Bahnhof Kapellen-Wevelinghoven.